# Bambusa vulgaris
A Bambusa vulgaris az egyszikűek (Liliopsida) osztályának perjevirágúak (Poales) rendjébe, ezen belül a perjefélék (Poaceae) családjába tartozó faj.

## Előfordulása
A Bambusa vulgaris eredeti előfordulási területe Délkelet-Ázsia és a Kína déli részén fekvő Jünnan tartomány. Manapság viszont a Föld számos részére betelepítették, mint dísz- és haszonnövényként - az építmények állásaihoz is tökéletes anyag.

## Képek

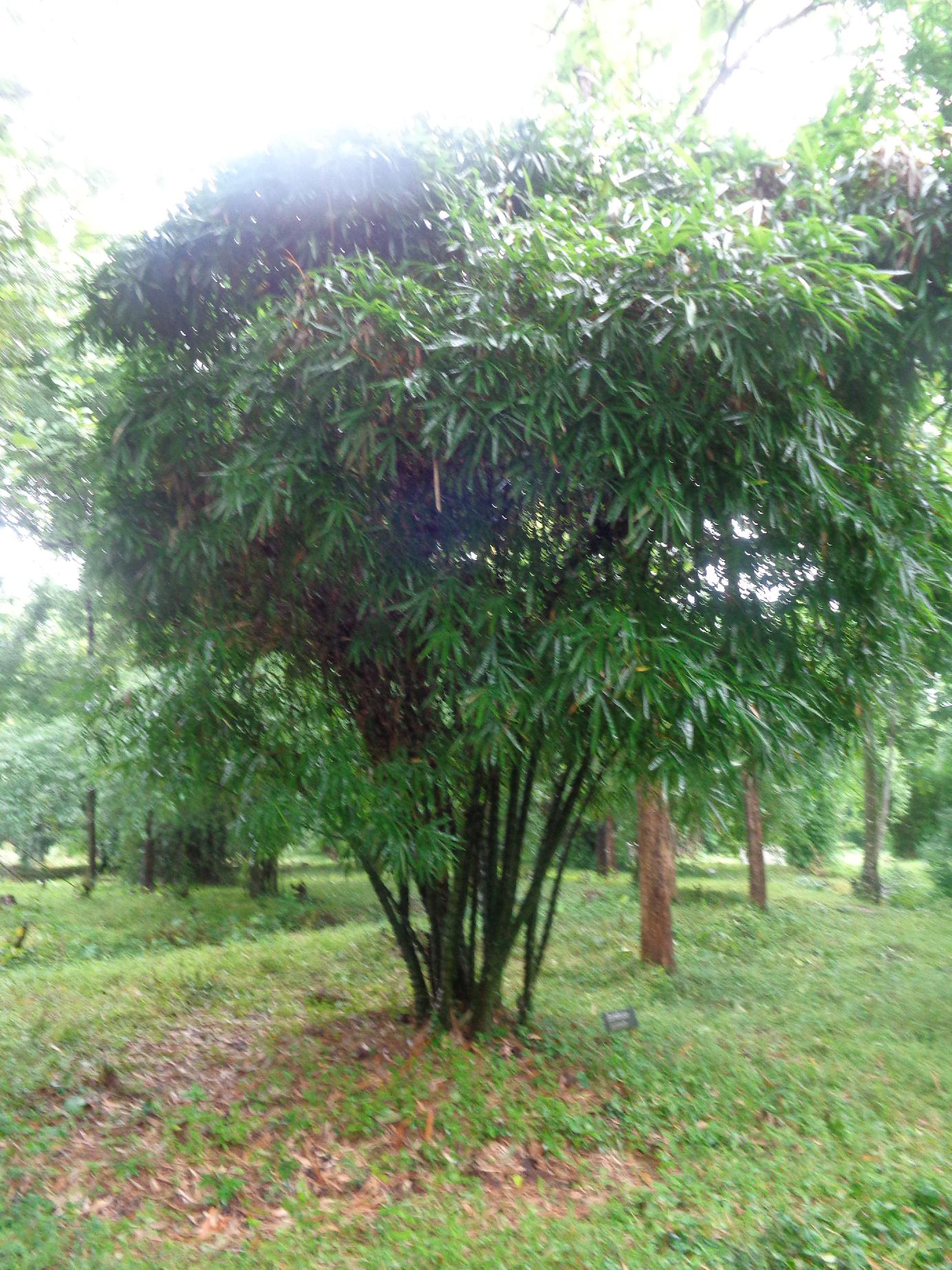
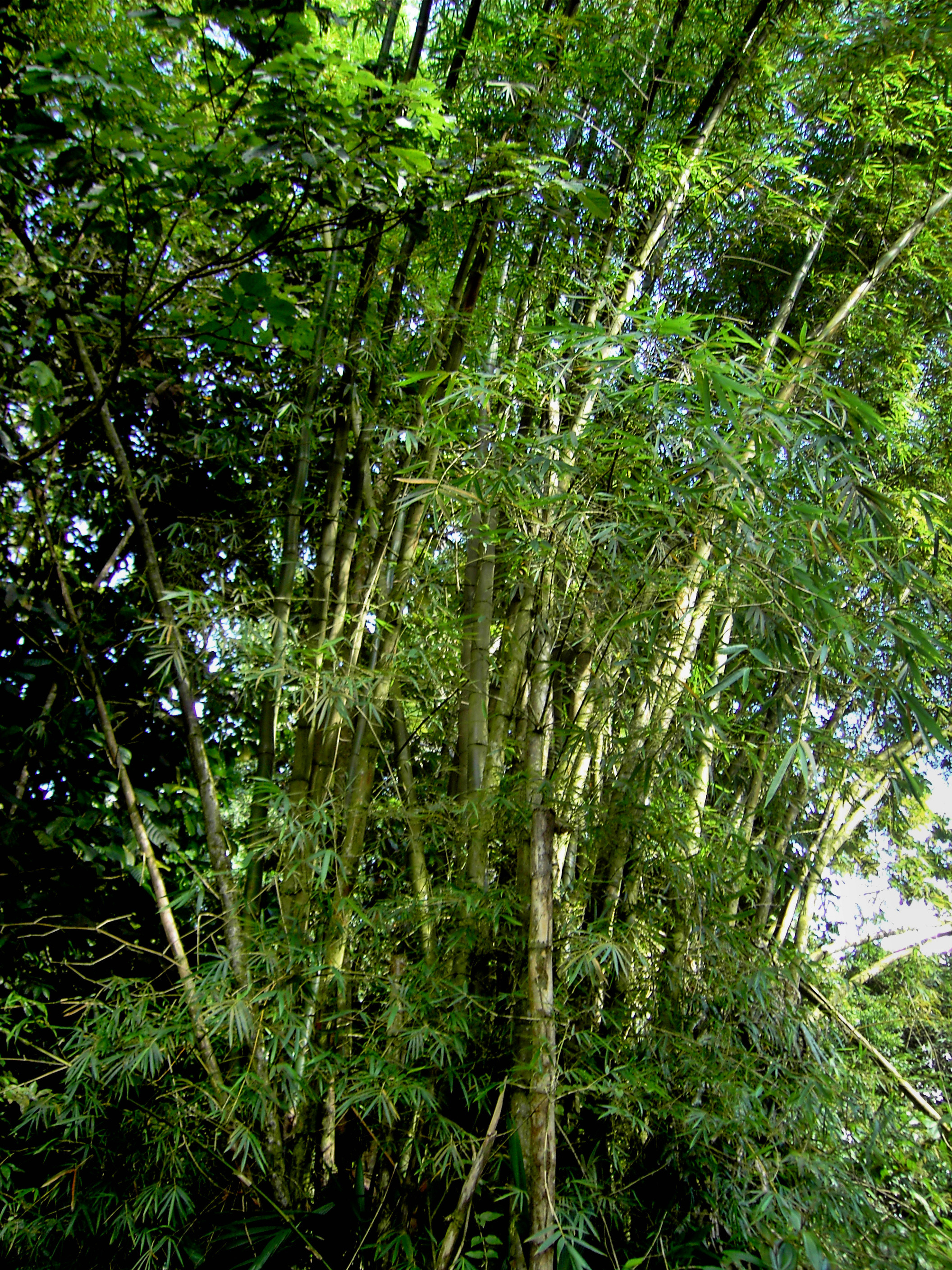
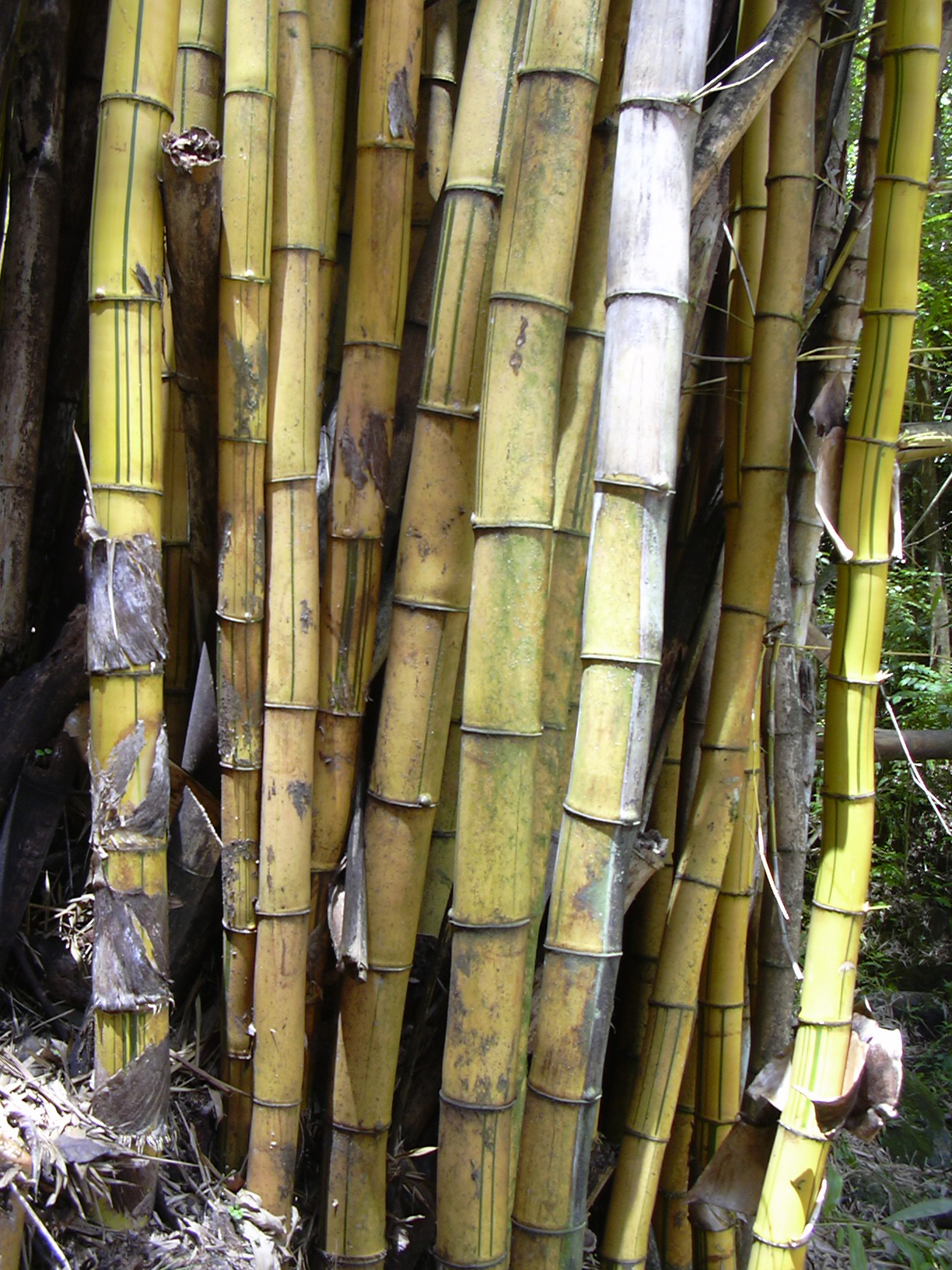
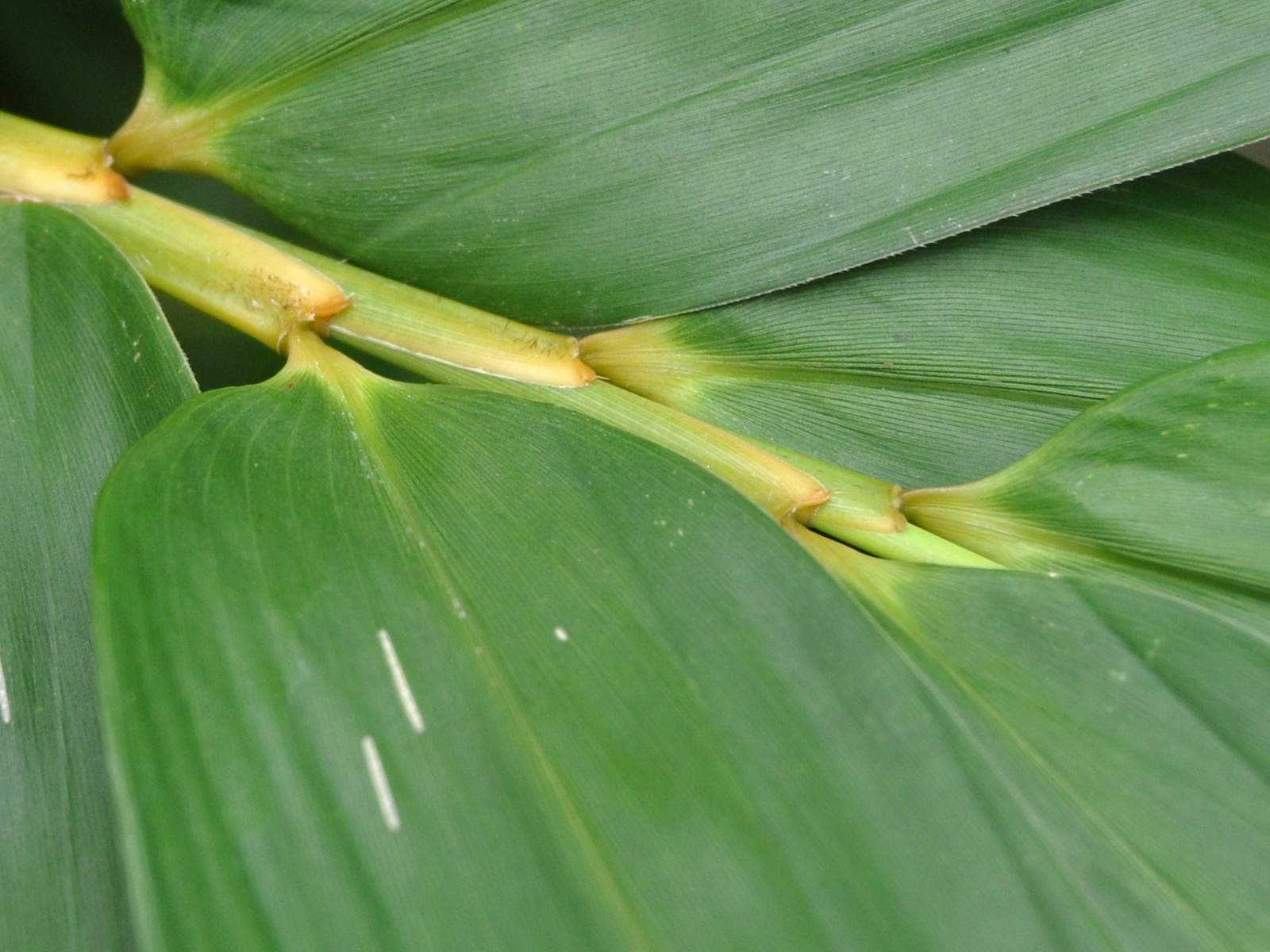

## Megjelenése
A tövis nélküli szára citromsárga, zöld csíkozással. Általában 10-20 méter magas és 4-10 centiméter átmérőjű. A levelei sötétzöldek, keskenyek és lándzsavég alakúak. Legfőképp a gyöktörzsből kinövő újabb szárak által és levágott ágak elültetésével szaporodik, illetve szaporítható. Ritkán virágzik.

### Fordítás
- Ez a szócikk részben vagy egészben  a   Bambusa vulgaris című angol Wikipédia-szócikk ezen változatának fordításán alapul.  Az eredeti cikk szerkesztőit annak laptörténete sorolja fel. Ez a jelzés csupán a megfogalmazás eredetét és a szerzői jogokat jelzi, nem szolgál a cikkben szereplő információk forrásmegjelöléseként.